# Europejskie Igrzyska Halowe w Lekkoatletyce 1967 – sztafeta 3 × 1000 m mężczyzn
Sztafeta 3 × 1000 metrów mężczyzn – jedna z konkurencji biegowych rozgrywanych podczas lekkoatletycznych europejskich igrzysk halowych w hali Sportovní hala w Pradze. Rozegrano od razu bieg finałowy 12 marca 1967. Zwyciężyła reprezentacja Republiki Federalnej Niemiec. Konkurencja ta po raz pierwszy pojawiła się w programie igrzysk.

## Rezultaty

### Finał
Do rywalizacji przystąpiły cztery sztafety.
Opracowano na podstawie materiału źródłowego.
| Miejsce | Reprezentacja  | Zawodnicy                                                     | Czas   |
| ------- | -------------- | ------------------------------------------------------------- | ------ |
| 1       | RFN            | Klaus Prenner, Wolf-Jochen Schulte-Hillen, Franz-Josef Kemper | 7:19,6 |
| 2       | Czechosłowacja | Pavel Hruška, Pavel Pěnkava, Petr Bláha                       | 7:20,0 |
| 3       | ZSRR           | Remir Mitrofanow, Stanisław Simbircew, Michaił Żełobowski     | 7:20,6 |
| 4       | Jugosławia     | Ivan Pavličević, Radovan Piplović, Jože Međimurec             | 7:43,8 |